# Antonispitze
Die Antonispitze (auch Sankt Antonispitze, Antoniusspitze oder Fanessattelspitze, ladinisch Piz de Sant’Antone, italienisch Monte Sella di Fanes, 2655 m s.l.m.) ist ein Südtiroler Berg in der Fanesgruppe. Von der Kleinfanesalm gehört sie mit ihren großen, kalkhellen Schuttflanken neben der Eisengabelspitze zu den auffälligsten Berggestalten. Durch das Antonijoch (auch Fanesjoch, 2466 m) ist der Berg vom westlich etwas weniger als zwei Kilometer entfernten Neuner (2968 m) getrennt. Das Massiv ist im Naturpark Fanes-Sennes-Prags unter Schutz gestellt.

## Anstiege
Üblicherweise erfolgt der Anstieg über das Antonijoch. Von dort benötigt man auf einem unmarkierten Steig noch etwa eine halbe Stunde zum Gipfel. Das Antonijoch kann entweder von Süden, von der Lavarellahütte auf der Fanes-Hochfläche, oder von Norden, aus dem Wengental, auf markierten Wegen erreicht werden.